# ایتی‌تومیجر
اِیتی‌تومِیجِر یا ۸۲مِیجِر (کره‌ای: 에이티투메이저؛ انگلیسی: 82Major) گروه پسرانۀ اهل کره جنوبی است که توسط گریت ام انترتینمنت تشکیل شده است. این گروه از شامل شش عضو است: چو سونگ-ایل، یون یه-چان، نام سونگ-مو، هوانگ سونگ-بین، پارک سوک-جون و کیم دو-گیون. آن‌ها در ۱۱ اکتبر ۲۰۲۳ با اولین آلبوم تک‌آهنگ‌شان رو به جلو شروع به‌کار کردند.

## نام
نام گروه ترکیبی از کد تماس کره جنوبی و کلمۀ major (سرگرد) است که به اشتیاق آن‌ها برای تبدیل به گروه پسرانه‌ای به نمایندگی از کره اشاره دارد.

## اعضا
- چو سونگ-ایل (رهبر گروه)[۲]
- یون یه-چان
- نام سونگ-مو
- هوانگ سونگ-بین
- پارک سوک-جون
- کیم دو-گیون